# ويلت تشامبرلين
ويلت تشامبرلين (بالإنجليزية: Wilt Chamberlain) (21 أغسطس 1936 - 12 أكتوبر 1999) هو لاعب كرة سلة أمريكي محترف لعب في دوري الرابطة الوطنية لكرة السلة من 1958 - 1974. هو أفضل مسجل في مباراة واحدة حيث سجل 100 نقطة في 2 مارس 1962 أمام نيويورك نيكس انتهت 169 - 147 لعب لكل من هارلم غلوبتروترز 1958 - 1959 وغولدن ستايت ووريورز 1959 - 1965 وفيلادلفيا 76 1965 - 1968 ولوس أنجلس لايكرز 1968 - 1973 وسان دييغو 1973 - 1974. حقق دوري الرابطة الوطنية لكرة السلة مرتين 1967 مع فيلادلفيا 76 و1972 مع لوس أنجلس لايكرز.

## وفاته
أصيب ويلت تشامبرلين بمرض القلب عام 1992 ونقل إلى المستشفى وعانى على مدار 6 أعوام من متاعب القلب حتى ساءت صحته وتوفي 12 أكتوبر 1999 عن عمر يناهز 63 عاما.

## روابط خارجية
- ويلت تشامبرلين على موقع IMDb (الإنجليزية)
- ويلت تشامبرلين على موقع الموسوعة البريطانية (الإنجليزية)
- ويلت تشامبرلين على موقع أول موفي (الإنجليزية)
- ويلت تشامبرلين على موقع إن إن دي بي (الإنجليزية)
- ويلت تشامبرلين على موقع قاعدة بيانات الفيلم (الإنجليزية)
- ويلت تشامبرلين على موقع إن بي أي (الإنجليزية)
- ويلت تشامبرلين على موقع سبورتس رفرنس (الإنجليزية)
- ويلت تشامبرلين على موقع كلية كرة السلة في سبورتس رفرنس.كوم (الإنجليزية)
- ويلت تشامبرلين على موقع ريلجم (الإنجليزية)
- ويلت تشامبرلين على موقع بروبوليرز (الإنجليزية)
- ويلت تشامبرلين على موقع قاعة المشاهير الجامعة الوطنية لكرة السلة (الإنجليزية)
- ويلت تشامبرلين على موقع سبورتس رفرنس (الإنجليزية)
- ويلت تشامبرلين على موقع قاعة كنساس للمشاهير الرياضية (مؤرشف) (الإنجليزية)
- ويلت تشامبرلين على موقع قاعة كاليفورنيا للمشاهير الرياضية (الإنجليزية)